# 16e escadrille (Belgique)
 (juin 2023).
Si vous disposez d'ouvrages ou d'articles de référence ou si vous connaissez des sites web de qualité traitant du thème abordé ici, merci de compléter l'article en donnant les références utiles à sa vérifiabilité et en les liant à la section « Notes et références ».
La 16e escadrille (néerlandais : 16de Smaldeel et anglais : 16th Squadron), était une escadrille d'hélicoptères Agusta A109 du Wing Heli de la composante air des forces armées belges.
Elle était basée sur la Base aérienne de Bierset, dans la province de Liège.

## Historique
Le 15 avril 1954, les 15e et 16e escadrilles passent sous le commandement de la force terrestre (future composante terre) et deviennent des escadrilles d'aviation légère. Elles sont alors rattachées à l'artillerie.
En 1993, la 16e escadrille est renommée 16e Bataillon d'Hélicoptères de Liaison.
Le 19 décembre 2009, la 16e escadrille est dissoute.